# Javier Martínez Aguinaga
Javier Martínez Aguinaga, [ˈxaβi marˈtineθ aɣiˈnaɣa], (Ayegui, Navarra, 2 de setembre de 1988), sovint anomenat només Javi Martínez, és un futbolista navarrès que juga en la posició de migcampista defensiu a l'Al Bidda. Destaca no només pel seu poderós físic, que li permet exercir la pressió amb eficàcia, sinó també per incorporar-se a l'atac des de la segona línia.

## Trajectòria esportiva
Va debutar amb l'Athletic Club a Primera Divisió en Lliga el 27 d'agost de 2006, davant la Reial Societat (1-1) a San Mamés, amb 17 anys. En l'Athletic, durant la temporada 2010/2011, va marcar un dels millors gols de la temporada, gol que van batejar com el «tricicle». La temporada 2011/2012 va ser subcampió de la Lliga Europa de la UEFA i subcampió de la Copa del Rei.
Després sis temporades amb el club bilbaí, el 29 d'agost de 2012 rescindia el seu contracte amb el club, a la seu de la LFP, per fitxar pel FC Bayern de Múnic.
El 25 de maig de 2013 formà part de l'equip titular del FC Bayern de Múnic que esdevingué campió de la Lliga de Campions de la UEFA 2012-13 en derrotar el Borussia de Dortmund a la final.
El 21 de desembre de 2013 jugà com a suplent a l'equip del FC Bayern de Múnic que esdevingué campió del Campionat del Món de Clubs de futbol 2013, a Marràqueix, Marroc, en derrotar per 2-0 el Raja Casablanca.

## Selecció estatal
Amb la selecció espanyola és campió de l'Eurocopa Sub-19 de 2007 i de l'Eurocopa Sub-21 de 2011, de la qual va ser capità, en les categories inferiors de la selecció espanyola.
El juliol del 2012 va ser convocat per la selecció espanyola de futbol per representar Espanya als Jocs Olímpics de Londres 2012, una competició en què el combinat espanyol va caure eliminat en la primera lligueta.
El 29 de maig de 2010 va debutar amb la selecció espanyola absoluta contra Aràbia Saudita. Amb l'absoluta es va proclamar campió de la Copa del Món de Futbol de 2010 i de l'Eurocopa 2012.
El 27 de maig de 2013, entrà a la llista de 26 preseleccionats per Vicente del Bosque per disputar la Copa Confederacions 2013, i posteriorment el 2 de juny, entrà a la llista definitiva de convocats per aquesta competició.
El 31 de maig de 2014 entrà a la llista de 23 seleccionats per Vicente del Bosque per participar en la Copa del Món de Futbol de 2014; aquesta serà la seva segona participació en un mundial. En cas que la selecció espanyola, la campiona del món del moment, guanyés novament el campionat, cada jugador cobraria una prima de 720.000 euros, la més alta de la història, 120.000 euros més que l'any anterior.

## Palmarès

### Bayern de Múnic
- 2 Lligues de Campions: 2013, 2020
- 2 Supercopes d'Europa: 2013,[14][15] 2020
- 1 Campionat del Món de Clubs: 2013[3]
- 9 Lligues alemanyes: 2012-13, 2013-14, 2014-15, 2015-16, 2016-17, 2017-18, 2018-19, 2019-20, 2020-21
- 5 Copes alemanyes: 2012-13, 2013-14, 2015-16, 2018-19, 2019-20
- 4 Supercopes alemanyes: 2016, 2017, 2018, 2020

### Selecció espanyola
- 1 Copa del Món de Futbol: 2010
- 1 Campionat d'Europa: 2012

#### Selecció espanyola Sub-21
- 1 Campionat d'Europa Sub-21: 2011[16]

#### Selecció espanyola Sub-19
- 1 Campionat d'Europa Sub-19: 2007